# Chimera z Arezzo
Chimera z Arezzo – datowana na pierwszą połowę IV wieku p.n.e. rzeźba z brązu o wysokości 80 cm, przedstawiająca mityczną Chimerę, będąca jednym z najbardziej znanych przykładów sztuki etruskiej. Wykonana została metodą na wosk tracony. Obecnie znajduje się w zbiorach Narodowego Muzeum Archeologicznego we Florencji.
Rzeźba została odkopana w dniu 15 listopada 1553 roku w pobliżu Porta San Laurentino we włoskim mieście Arezzo. Została nabyta przez wielkiego księcia Toskanii Kosmę I Medyceusza, który umieścił ją w zbiorach Palazzo Vecchio. Brakujący ogon odtworzył w 1784 roku, opierając się na wskazówkach Luigiego Lanzi, rzeźbiarz Francesco Carradori.
Pierwotnie Chimera z Arezzo stanowiła przypuszczalnie fragment większej grupy rzeźbiarskiej, tworząc parę z rzeźbą przedstawiającą atakującego ją Bellerofonta. Na prawej przedniej łapie chimery znajduje się inskrypcja w języku etruskim o treści TINSCVIL wskazująca, że był to przedmiot wotywny poświęcony etruskiemu bóstwu Tinii.